# Vladimír Vlček (režisér)
Vladimír Vlček (27. ledna 1919 Vsetín – 22. listopadu 1977 Velká Británie) byl český filmový režisér socialistického realismu.

## Životopis
Narodil se ve Vsetíně v rodině učitelů. Vyrůstal v Huslenkách na Vsetínsku. Studoval na gymnáziu ve Valašském Meziříčí a už během studií se začal zajímat o film, divadlo a literaturu. Odmaturoval v roce 1937, hodně cestoval a fotografoval. Za 2. světové války začal pracovat u filmu jako asistent režie u melodramatu Preludium (1941) Františka Čápa. Byl nucen spolupracovat s německými filmaři v Praze a v Hamburku, pracoval např. pro Helmuta Käutnera. Po válce pracoval jako tlumočník a asistent při tvorbě socialistického dokumentu Nové Československo (1950), což ho přivedlo ke studiu na filmové škole v Sovětském svazu, kde působil i jako kulturní atašé v Moskvě. Za spolupráci na dokumentu Nové Československo získal v roce 1951 jako jediný český filmař Stalinovu cenu II. stupně. Po návratu ze zahraničí začal pracovat pro Československý státní film jako režisér. Režíroval filmy na politickou objednávku v duchu socialistického realismu, propagandisticky oslavující ideje komunistického režimu. Jeho režijním debutem byl snímek Zítra se bude tančit všude (1952), což byl 5. domácí snímek využívající barevný systém Agfacolor. Obdržel za něj československou Státní cenu I. stupně. Dále vytvořil dokumentární film Čínské jaro (1953), který natočil, když byl s filmovou delegací v Číně. Dokument seznamuje diváka s historií Číny a její proměnou v mocný socialistický stát. Dalšími celovečerními snímky byly Komedianti (1953), podle povídky Bratr Žak Ivana Olbrachta a Rudá záře nad Kladnem (1955), natočeného podle románu prezidenta Antonína Zápotockého. Další film Advent (1956) se odehrává v jeho rodných Beskydech na motivy románu Jarmily Glazarové. Posledním filmem jeho kariéry byl snímek V proudech (1957), první československý širokoúhlý film a zároveň první československo-francouzský film. Ve filmu hraje tehdy ještě zcela neznámý Robert Hossein, který se později proslavil jako Joffrey de Peyrac z cyklu filmů o Angelice.
Přestože byl velkým propagátorem komunismu, po sovětské okupaci v roce 1968 emigroval do Francie. Jeho další osudy jsou nejasné. Pobyl ve Francii, Číně a v Japonsku, kde natáčel reklamní snímky. Měl být poradcem Mao Ce-tunga pro film a natáčet v Brazílii. Nakonec pracoval v Německu. Zemřel náhle dne 22. listopadu 1977 ve Velké Británii, ve věku 58 let. Jeho čtvrtá žena ho nechala pohřbít v Grünwaldu u Mnichova.

### Osobní život
Jeho první ženou se stala herečka Jana Dítětová. V Japonsku se měl údajně potřetí oženit s japonskou herečkou. Jeho čtvrtou ženou se stala Rosemary Bauer.

## Tvorba
Všechny filmy, které natočil, byly barevné, což bylo na tehdejší dobu velmi ojedinělé. S barevným filmem se seznámil už za války u německých filmařů a ve druhé polovině 40. let u sovětských filmařů. Ke všem svým projektům si psal i technické a literární scénáře, ojediněle i náměty. Jeho snímky z první poloviny 50. let nesou neobyčejně silný nádech tendenčnosti a agitačně ideologické propagandy v duchu tehdejšího politicky prosazovaného směru socialistického realismu.

## Filmografie
|      | Název filmu                | Role                | Poznámky                              |
| ---- | -------------------------- | ------------------- | ------------------------------------- |
| 1945 | Z růže kvítek              | režisér             |                                       |
| 1950 | Nové Československo        | režisér             | dokumentární film                     |
| 1952 | Zítra se bude tančit všude | režisér             |                                       |
| 1953 | Komedianti                 | režisér             |                                       |
| 1954 | Čínské jaro                | režisér             | dokumentární film                     |
| 1955 | Rudá záře nad Kladnem      | režisér             |                                       |
| 1956 | Advent                     | režisér             |                                       |
| 1957 | V proudech                 | režisér, scenárista | československo-francouzská koprodukce |